# Dangolsheim
Dangolsheim (en alsacià Dàngelse) és un municipi francès, situat a la regió del Gran Est, al departament del Baix Rin. L'any 1999 tenia 603 habitants.
Forma part del cantó de Molsheim, del districte de Molsheim i de la Comunitat de comunes de la Mossig i del Vignoble.

## Demografia
| 1962 | 1968 | 1975 | 1982 | 1990 | 1999 |
| ---- | ---- | ---- | ---- | ---- | ---- |
| 446  | 503  | 531  | 514  | 493  | 603  |

## Administració
| Període   | Identitat     | Partit |
| --------- | ------------- | ------ |
| 1976-1995 | Achille Ohrel |        |
| 1995-     | Yves Beller   |        |